# ظهر طكوك (تامسنيت)
ظهر طكوك هو دُوَّار يقع بجماعة الرتبة، إقليم تاونات، جهة فاس مكناس في المملكة المغربية. ينتمي الدوّار لمشيخة تامسنيت التي تضم 9 دواوير. يقدر عدد سكانه بـ 471 نسمة حسب الإحصاء الرسمي للسكان والسكنى لسنة 2004.

## روابط خارجية
- البوابة الوطنية للجماعات الترابية نسخة محفوظة 12 مارس 2018 على موقع واي باك مشين.
- المندوبية السامية للتخطيط